# Sporophile noir et blanc
Sporophila luctuosa
Espèce
Statut de conservation UICN

 LC  : Préoccupation mineure
Le Sporophile noir et blanc (Sporophila luctuosa) est une espèce de passereau d'Amérique du Sud appartenant à la famille des Thraupidae.

## Répartition
On le trouve en Bolivie, Brésil, Colombie, Équateur, Pérou et Venezuela.

## Habitat
Il habite les zones de broussailles humides tropicales et subtropicales, les zones de broussailles tropicales et subtropicales d'altitudes et les forêts primaires fortement dégradées.